# Pas solny
Pas solny lub Pas soli (ang. Salt Belt) – potoczne określenie stanów, w USA, w których ogromne ilości soli sypie się na drogi podczas sezonu zimowego, aby zapanować nad śniegiem i lodem. 

Region pasu soli

Nazwa ta odnosi się do stanów: Connecticut, Delaware, Illinois, Indiana, Iowa, Maine, Maryland, Massachusetts, Michigan, Minnesota, Missouri, New Hampshire, New Jersey, New York, Ohio, Pennsylvania, Rhode Island, Vermont, Wirginia, Wirginia Zachodnia, Wisconsin, i miasta Waszyngton. 
Inne stany jak np. Dakota Północna, Dakota Południowa i Alaska są również zaliczane do regionu.